# San Nicolás, Tantoyuca
San Nicolás är en ort i Mexiko.   Den ligger i kommunen Tantoyuca och delstaten Veracruz, i den sydöstra delen av landet, 240 km norr om huvudstaden Mexico City. San Nicolás ligger 116 meter över havet och antalet invånare är 161.
Terrängen runt San Nicolás är platt. Runt San Nicolás är det ganska tätbefolkat, med 72 invånare per kvadratkilometer. Närmaste större samhälle är Tantoyuca, 9,5 km söder om San Nicolás. Trakten runt San Nicolás består till största delen av jordbruksmark.